# Brett Dennen

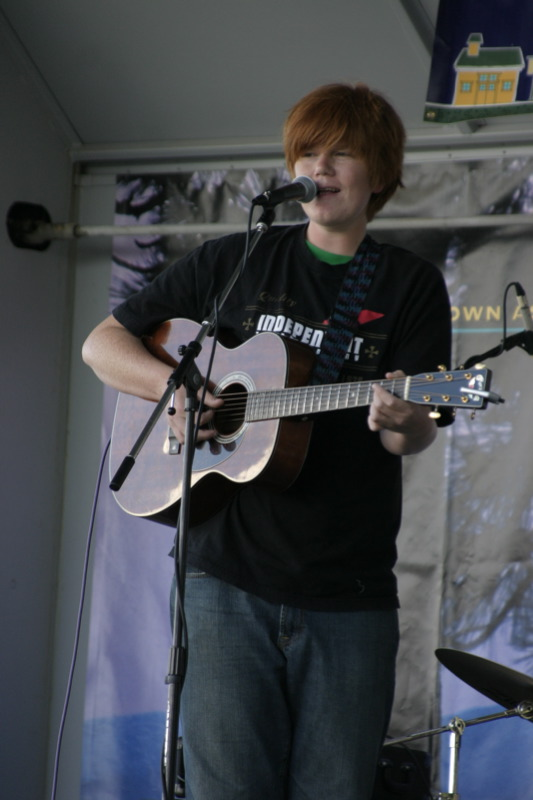
Brett Dennen

Brett Dennen (Oakdale (California), 1979) is een Amerikaans folk/pop singer-songwriter.
In 2004 kwam zijn zelfgetitelde debuutalbum uit. Zijn tweede album was So Much More, waarop onder andere de singles "Ain't No Reason", "She's Mine", and "Darlin' Do Not Fear" staan. Een paar van de liedjes van dit album waren zelfs iTunes top downloads.
Brett Dennens muziek is in verschillende televisieseries gebruikt, onder andere Roadtrip Nation, Grey's Anatomy, House, Unit en Scrubs. Daarnaast is zijn muziek gebruikt in reclamecampagnes zoals die van Hilton Hotels.
Brett heeft veel in de VS opgetreden met zijn band (waaronder drummer Randy Schwartz). Hij was de support-act van artiesten zoals John Mayer en Rodrigo y Gabriela. Vanaf het najaar van 2007 is hij bezig met een tournee met Guster en de singer-songwriters Meiko en Joshua James.

## Discografie
- Brett Dennen (2004)
- So much more (2006)
- Hope for the Hopeless (2008)
- Loverboy (2011)
- Smoke and mirrors (2013)
- Por Favor (2016)